# Амеріко Гальєго
Амеріко Гальєго (ісп. Américo Gallego, нар. 25 квітня 1955, Мортерос) — аргентинський футболіст, що грав на позиції півзахисника. По завершенні ігрової кар'єри — футбольний тренер.
Відомий як гравець за виступами у складі аргентинських клубів «Ньюеллс Олд Бойз» і «Рівер Плейт», та у національній збірній Аргентини; як тренер відомий по роботі з низкою аргентинських та мексиканських клубів.
Як гравець став дворазовим чемпіоном Аргентини, володарем Кубка Лібертадорес та Міжконтинентального кубка; у складі збірної — також чемпіоном світу. Як тренер став чотириразовим чемпіоном Аргентини та ще один раз — і чемпіоном Мексики.

## Клубна кар'єра
У дорослому футболі дебютував 1974 року виступами за команду клубу «Ньюеллс Олд Бойз». Молодий півзахисник швидко став лідером команди. Амеріко Гальєго виступав на позиції опорного півзахисника, і навіть у провінційному клубі з Росаріо вже у 20 років був помічений тренерами головної збірної Аргентини. Після шести сезонів, у яких Гальєго зіграв у 262 матчах чемпіонату Аргентини, та після успішно зіграного товариського матчі збірної Аргентини з іспанською «Барселоною», непоступливий опорник був запрошений до столичного клубу «Рівер Плейт».
У столичному клубі Амеріко Гальєго дебютував у 1981 році. У клубі «Рівер Плейт» Гальєго відіграв 7 сезонів, і постійно був гравцем основи. За час виступів у Буенос-Айресі футболіст двічі ставав чемпіоном Аргентини, і разом із командою ставав володарем і міжнародних призів — Кубка Лібертадорес та Міжконтинентального кубка. У 33 роки після численних травм вимушений був завершити професійну кар'єру футболіста у команді «Рівер Плейт» у 1988 році. На відміну від більшості футболістів збірної Аргентини того покоління, Гальєго так і не зіграв у провідних європейських чемпіонатах з футболу.

## Виступи за збірну
1975 року дебютував в офіційних матчах у складі національної збірної Аргентини. Протягом кар'єри у національній команді, яка тривала 9 років, провів у формі головної команди країни 73 матчі, забивши 3 голи.
За час виступів у складі збірної Амеріко Гальєго був учасником кількох офіційних міжнародних турнірів. Так, наприклад, Гальєго брав участь у розіграшу Кубка Америки 1975 року та розіграшу Кубка Америки 1979 року. Але найважливішим успіхом гравця у складі збірної була участь у домашньому для збірної Аргентині чемпіонаті світу 1978 року, де «альбі-селестес» уперше здобули титул чемпіона світу. Гальєго грав у всіх матчах збірної на турнірі, у тому числі й у фіналі чемпіонату світу, у якому аргентинська збірна перемогла збірну Нідерландів. У фіналі Гальєго повністю переграв у центрі поля Джонні Репа, що також сприяло загальній перемозі аргентинців. Гальєго також брав участь у чемпіонаті світу 1982 року в Іспанії, але там збірна Аргентини виступила невдало, і невдовзі півзахисник припинив виступи за головну команду своєї країни.

## Кар'єра тренера
Розпочав тренерську кар'єру невдовзі по завершенні кар'єри гравця, 1990 року, увійшовши до тренерського штабу клубу «Рівер Плейт». За чотири роки уперше, протягом року, очолював тренерський штаб «Рівер Плейта», та вперше став з командою переможцем чемпіонату Аргентини як тренер.
У 1995 році прийняв пропозицію свого давнього партнера по збірній Даніеля Пассарелли стати його асистентом у  збірній Аргентини. На цій посаді Гальєго працював увесь строк перебування Пассарелли на посаді головного тренера — до закінчення фінального турніру чемпіонату світу 1998, а з відходом Пассарелли зі збірної Гальєго також покинув посаду помічника головного тренера збірної.
Із початку 2000 року Амеріко Гальєго прийняв пропозицію вдруге очолити «Рівер Плейт» як головний тренер. У перший рік роботи команда стає чемпіоном Аргентини — виграє Клаузуру 2000 року. Але у наступних першостях країни клуб втрачає чемпіонський титул, і Гальєго йде з посади головного тренера.
З початку 2002 року Амеріко Гальєго прийняв пропозицію очолити клуб «Індепендьєнте» (Авельянеда). Перший сезон у новому клубі був невдалий — команда зайняла лише 20 місце у Клаузурі, але наступна першість — Апертура 2002 року стала переможною для пристоличного клубу. Наступна першість уже не була такою вдалою, і Гальєго знову змінив місце роботи.
Наступним місцем роботи для вже досвідченого тренера став його рідний клуб «Ньюеллс Олд Бойз». Перші два турніри на посаді головного тренера рідного клубу були відносно невдалими, але у Апертурі 2004 року до клубу прийшло довгоочікуване чемпіонство. Таким чином Амеріко Гальєго став другим тренером в історії аргентинського футболу (після Хосе Юдіси), який вигравав чемпіонат країни з трьома різними клубами.
Не зважаючи на пропозиції залишитись працювати на батьківщині, Амеріко Гальєго вирушив на інший кінець американського континенту, і прийняв пропозицію мексиканського клубу «Толука». Робота в Мексиці також була успішною для аргентинського тренера. У Апертурі 2005 року «Толука» стала чемпіоном країни, а у 2006 році клуб виграв Суперкубок Мексики. У Мексиці Гальєго ще протягом року очолював клуб"УАНЛ Тигрес", а після цього вирішив повернутись до роботи на батьківщині.
Повернувшись до Аргентини, Амеріко Гальєго вдруге очолив тренерський штаб клубу «Індепендьєнте». Особливих успіхів у пристоличного клубу за час керівництва Гальєго не було, хоча у Апертурі 2010 року «Індепендьєнте» і боровся за чемпіонство та зайняв у підсумку четверте місце. У середині 2010 року Гальєго покинув клуб з Авельянеди та на початку 2011 року прийняв пропозицію відомого чилійського клубу «Коло-Коло». Але у Чилі Гальєго працював усього півтора року, та знову повернувся до роботи в «Індепендьєнте». Але й цього разу особливих успіхів у клубу не було, і за рік Гальєго покидає пристоличний клуб. Зробивши собі перерву на рік у роботі, Амеріко Гальєго у грудні 2014 року знову очолив як головний тренер свій рідний клуб «Ньюеллс Олд Бойз». Але вже після 14 туру першості Аргентини, коли команда Гальєго посідала лише 14 місце у турнірній таблиці, на початку червня 2015 року тренер вирішив покинути свою посаду.
У 2019—2020 роках Амеріко Гальєго очолював збірну Панами.

## Титули і досягнення

### Як гравця
- Чемпіон Аргентини (2):

«Рівер Плейт»: 1981, 1985-86
- Володар Кубка Лібертадорес (1):

«Рівер Плейт»: 1986
- Володар Міжконтинентального кубка (1):

«Рівер Плейт»: 1986
- Бронзовий призер Панамериканських ігор: 1975
- Чемпіон світу: 1978

### Як тренера
- Чемпіон Аргентини (4):

«Рівер Плейт»: Апертура 1994, Клаусура 2000
«Індепендьєнте» (Авельянеда): Апертура 2002
«Ньюеллс Олд Бойз»: Апертура 2004
- Чемпіон Мексики (1):

«Толука»: 2005 (Апертура)
- Володар Суперкубку Мексики (1)

«Толука»: 2006